# David Bailly
David Bailly (ur. 1584 w Lejdzie, zm. 1657 tamże) – holenderski malarz.

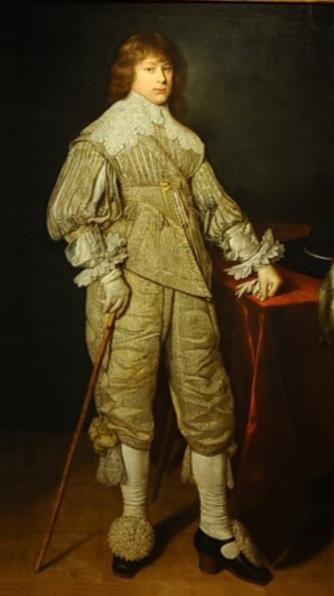
Portret księcia Janusza Radziwiłła, 1632, Muzeum Narodowe we Wrocławiu
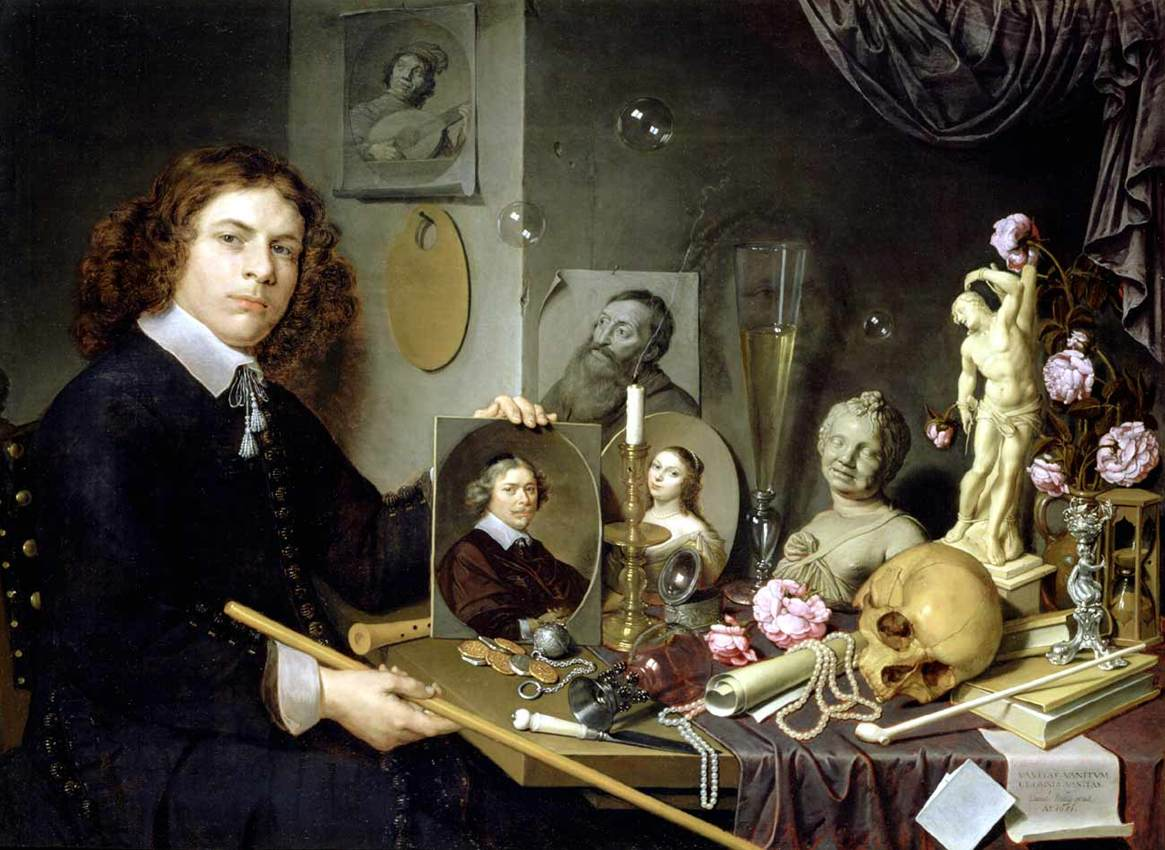
Autoportret z symbolami vanitas, 1651 Museum De Lakenhal